# Micron Memory Japó
Micron Memory Japan, KK és una filial japonesa de Micron Technology. Abans era coneguda com Elpida Memory, Inc. (エルピーダメモリ株式会社, Erupīda Memori Kabushiki-gaisha)(エルピーダメモリ株式会社, Erupīda Memori Kabushiki-gaisha) establerta el 1999 que va desenvolupar, dissenyar, fabricar i vendre productes de memòria dinàmica d'accés aleatori (DRAM). També era una foneria de semiconductors. Amb seu a Yaesu, Chūō, Tòquio, Japó, es va formar inicialment sota el nom de NEC Hitachi Memory el 1999 per la fusió de les empreses Hitachi i NEC DRAM. L'any següent va prendre el nom d'Elpida. El 2003, Elpida es va fer càrrec del negoci Mitsubishi DRAM. El 2004, va cotitzar les seves accions a la primera secció de la Borsa de Tòquio. El 2012, aquestes accions es van retirar de la cotització com a conseqüència de la seva fallida. El 2013, Elpida va ser adquirida per Micron Technology. El 28 de febrer de 2014, Elpida va canviar el seu nom a Micron Memory Japan i Elpida Akita va canviar el seu nom a Micron Akita, Inc.

## Productes
- SDRAM DDR4[6]
- SDRAM DDR2
- SDRAM DDR3
- RAM mòbil
- GDDR5
- DRAM XDR